# Christoph Marik
Christoph Marik (Wiener Neustadt, 12 de noviembre de 1977) es un deportista austríaco que compitió en esgrima, especialista en la modalidad de espada.
Ganó dos medallas en el Campeonato Europeo de Esgrima, oro en 2004 y bronce en 2000.

## Palmarés internacional
| Campeonato Europeo | Campeonato Europeo     | Campeonato Europeo | Campeonato Europeo |
| Año                | Lugar                  | Medalla            | Prueba             |
| ------------------ | ---------------------- | ------------------ | ------------------ |
| 2000               | Funchal (Portugal)     | Medalla de bronce  | Espada individual  |
| 2004               | Copenhague (Dinamarca) | Medalla de oro     | Espada individual  |